# معاذ العمارنة
معاذ إبراهيم عطا العمارنة (من مواليد 21 أغسطس 1987 في مخيم الدهيشة للاجئين الفلسطينيين جنوب شرق بيت لحم) هو مصوِّر صحفيّ فلسطيني يعملُ لصالحِ عدّة وكالات أنباء في تغطيّة أخبار القضية الفلسطينية. أُصيب معاذ على يدِ جنود جيش الإحتلال الإسرائيلي برصاصةٍ معدنيّةٍ في عينهِ اليسرى في 15 تشرين الثاني/نوفمبر 2019 خلال تغطيته للاشتباكات بين فلسطينيين وجيش الاحتلال في مدينة صوريف بين  القدس و الخليل في الضفة الغربيّة.

## الاستهداف

### الإصابة
في الخامس عشر من تشرين الثاني/نوفمبر 2019؛ أُصيب معاذ العمارنة بعدما استقرّت رصاصة معدنية أطلها جنود الاحتلال في عينه اليسرى وذلك خلال توثيقه لمواجهاتٍ اندلعت بين الجيش الإسرائيلي وفلسطينيين في بلدة صوريف إلى الشمال الغربي من مدينة الخليل في جنوب الضفة الغربية المُحتلَّة عقبَ مصادرة الاحتلال الإسرائيلي لأراضٍ فلسطينيّة تابعة للبلدة. حسبَ معاذ نفسه فإنَّ جنود الاحتلال قد عرقلوا في البداية وصوله إلى موقع الاحتجاجات؛ بينما سمحُ له أحدهم بذلك بعدما سخرَ منه ومِمّا يقوم به، ويعتقدُ معاذ العمارنة أن الجندي نفسهُ هو من أطلقَ على الأرجحِ النار باتجاهه.
نُقل معاذ على الفورِ إلى المستشفى من أجلِ تلقّي العلاجات الأوليّة حيثُ كان يعتقدُ بدايةً أن رصاصة مطاطيّة أصابتهُ في عينهِ اليسرى قبل أن يتبيَّن أن شظية معدنية كبيرة بطول حوالي سنتيمترين هي من فعلت حيثُ اخترقت عينهُ واستقرّت خلفها على بعد مليمتراتٍ قليلةٍ من الدماغ. حاولَ الأطباء في اليومِ التالي إزالة الشظية المعدنيّة لكنهم تراجعوا خوفًا من بإصابة العين اليمنى هي الأخرى بأضرار أو حتى حدوث نزيفٍ على مستوى الدماغ.

### ردود الفعل
مباشرةً بعد استهدافه من قِبل جنود الاحتلال؛ أطلقَ صحافيون فلسطينيون وعرب حملة إلكترونية وميدانية تضامنًا مع العمارنة عبر وسمي «#عين_معاذ» و«#عين_الحقيقة_لن_تنطفئ» على مواقع التواصل الاجتماعي حيثُ نشروا صورهم وقد غطوا أعينهم اليسرى باللاصقِ أو باليدِ في إشارةٍ إلى إصابته، كما نظَّم صحفيون في فلسطين في الـ 17 من تشرين الثاني/نوفمبر اعتصاماتٍ عدة في عددٍ من المدن الفلسطينية للتضامنِ معه والدعوة لمعاقبة الاحتلال على جرائمه في حقّ الصحفيين. أُقيمت اعتصامات أخرى في مدينة طولكرم والتي شارك فيها نحو 250 صحافيًا للتضامنِ مع معاذ؛ كما طالبوا بفتحِ تحقيقٍ دولي في جميع الجرائم بحق الصحافيين الفلسطينيين.
حظي العمارنة بتضامنٍ رسميّ أيضًا حيثُ تآزرَ معه رئيس الوزراء الفلسطيني محمد اشتية حينما غطَّى عينهُ اليسرى في مستهلِّ جلسة الحكومة الأسبوعية، ونفس الأمر فعلتهُ وزيرة الصحة الفلسطينية مي كيلة فيما هاتفهُ الرئيس محمود عباس واطمئنَّ على صحته مُبلغًا إيّاه عن توجيهِ كل الجهات المختصة بما فيها وزيرة الصحة لتقديمِ كل ما من شأنه توفيرُ العلاجِ المناسبِ والمطلوب له، كما أدانَ الاعتداء الذي تعرض له العمارنة من قِبل قوات الاحتلال مُعلنا وقوفه إلى جانبه. في السياق ذاته؛ اتهمت حركة حماس الاحتلال بالتعمّد وبشكلٍ متواصلٍ على استهداف الإعلام الفلسطيني؛ مُؤكدةً أن الاستهدافات تُعتبر «سياسة قديمة جديدة تهدفُ لطمس جرائم الاحتلال، ومحاربة الرواية الفلسطينية.»